# Porficyna
Porficyna – heterocykliczny, organiczny związek chemiczny, pochodna porfiryny, której makropierścień składa się z czterech pierścieni pirolowych. Pierścienie zorientowane są atomami azotu do wnętrza cząsteczki i tworzą wnękę z czterema akceptorami protonów. We wnęce zachodzi szybki proces wewnątrzcząsteczkowego transferu protonu obserwowany w elektronowym stanie podstawowym oraz w stanach wzbudzonych.

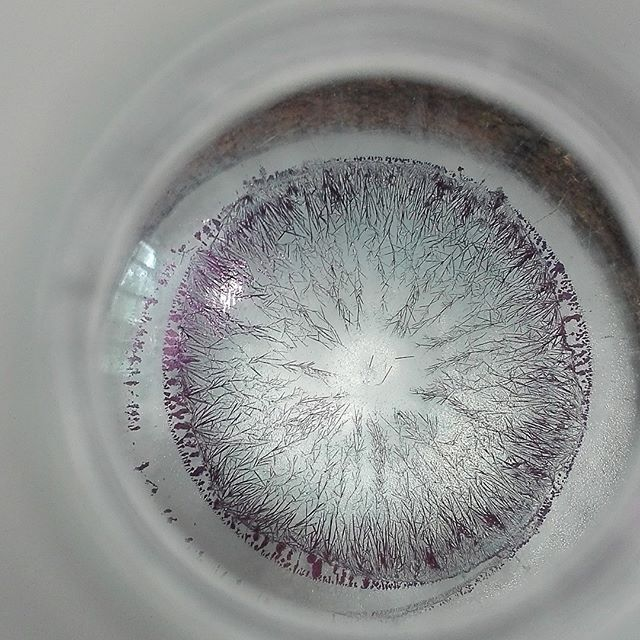
Porficyna – wykrystalizowany związek na dnie kolby